# Očová, Zvolen
Očová este o comună slovacă, aflată în districtul Zvolen din regiunea Banská Bystrica. Localitatea se află la altitudinea de 400 m deasupra n.m., se întinde pe o suprafață de 88,34 km2 și în 2017 număra 2.603 locuitori.

## Istoric
Localitatea Očová este atestată documentar din 1263.

## Demografie
| An:                | 1994 | 2004   | 2014   | 2024   |
| ------------------ | ---- | ------ | ------ | ------ |
| Număr de persoane: | 2627 | 2571   | 2597   | 2451   |
| Diferență:         |      | −2,13% | +1,01% | −5,62% |

| An:                | 2023 | 2024   |
| ------------------ | ---- | ------ |
| Număr de persoane: | 2462 | 2451   |
| Diferență:         |      | −0,44% |